# Теразава Хиротака
Теразава Хиротака (1563-1633), јапански феудалац и војсковођа из периода Азучи-Момојама и Едо. Познат је и под именом Теразава Масанари. Други поглавар клана Теразава, мање великашке породице у провинцији Хизен на острву Кјушу.

## Клан Теразава
- Теразава Хиромаса (−1596), један од старих вазала Тојотоми Хидејошија, након освајања острва Кјушу (1587) добио је у посед феуд Карацу у провинцији Хизен, са приходом од 37.000 кокуа годишње.[2]
- Теразава Хиротака  (1563-1633), његов син, у служби Тојотоми Хидејошија вршио је дужност гувернера луке Нагасаки, и учествовао у Јапанској инвазији Кореје (1592—1598). Његов феуд (Карацу) повећан је на 80.000 кокуа годишње. У грађанском рату 1600. стао је на страну Токугава Ијејасуа и после победе у бици код Секигахаре добио је у феуд и острва Амакуса, што је повећало његове приходе на 120.000 кокуа.[1] Међутим, процена дохотка острва Амакуса на 40.000 кокуа годишње била је превисока, и довела је до претераног опорезовања локалног становништва, што је био један од узрока устанка у Шимабари и Амакуси (1637-1638). После устанка, острва Амакуса постала су директни посед шогуната, а порез је 20 година касније преполовљен.[3]
- Теразава Кататака (1609-1647), његов син, чија је суровост према сељацима и скривеним хришћанима допринела избијању устанка у Шимабари (1637—1638). Умро је без потомака, чиме се породична лоза угасила.[1]